# 糀谷
糀谷（こうじや）はかつて東京府東京市蒲田区の西部にあった地名。現在は、東糀谷一丁目 - 六丁目と西糀谷一丁目 - 四丁目とに分かれている。今でも、大田区立糀谷小学校、大田区立糀谷中学校、京急空港線糀谷駅、糀谷商店街など、東・西の区別をせずに用いる施設も多い。なお、西糀谷の北方には北糀谷があるが、糀谷から分割された地域ではなく、蒲田区発足時から「北糀谷町」として独立していた地域である。